# Bradley (Arkansas)
Bradley ist eine City im Lafayette County im Südwesten des US-amerikanischen Bundesstaates Arkansas.
Es ist Teil der sozioökonomischen Region Ark-La-Tex, die zwischen den Bundesstaaten Arkansas, Louisiana, Oklahoma und Texas entstanden ist. Bradley liegt an der Kreuzung des Arkansas Highway 29 und des Arkansas Highway 160 und hat nach Angaben des United States Census Bureau eine Gesamtfläche von 0,9 Quadratmeilen (2,3 km²) – ausschließlich Landfläche.

## Geschichte
Ursprünglich war Bradley eine Eisenbahnstation von Walnut Hill, die nach dem Schwiegersohn von James Sevier Conway, W. C. Bradley, benannt wurde.

## Demographie
Zum Zeitpunkt der US-amerikanischen Volkszählung im Jahr 2000, dem United States Census, lebten in der Stadt 563 Menschen, es gab 223 Privathaushalte und 134 Familien. Die Bevölkerungsdichte betrug 236,3 Einwohner pro km². Es gab 285 Wohneinheiten mit einer durchschnittlichen Dichte von 311,2 pro Meile (119,6 pro km²). 
52,40 Prozent der in der Stadt lebenden Menschen waren Schwarze bzw. Afroamerikaner, 46,36 Prozent waren Weiße, 0,89 Prozent stammten von zwei oder mehr Ethnien ab, 0,71 Prozent der Bevölkerung waren spanischer oder lateinamerikanischer Abstammung und 0,36 Prozent asiatischen Ursprungs.
In 223 Haushalten lebten 30 Prozent Kinder unter 18 Jahren, 32,7 Prozent waren verheiratete, zusammenlebende Paare, 22,4 Prozent hatten eine Haushälterin ohne Ehemann und 39,9 Prozent waren keine Familien. 37,2 Prozent aller Haushalte bestanden aus Einzelpersonen und in 20,6 Prozent lebten Menschen, die 65 Jahre oder älter waren. Die durchschnittliche Haushaltsgröße betrug 2,52 und die durchschnittliche Familiengröße 3,38 Personen.
Die Altersstruktur in der Stadt bestand zu 33,6 Prozent aus unter 18-Jährigen, 9,6 Prozent hatten ein Alter zwischen 18 und 24 Jahren, 23,1 Prozent waren zwischen 25 und 44 Jahren alt, 17,9 Prozent waren zwischen 45 und 64 Jahre und 15,8 Prozent hatten ein Alter von 65 Jahren oder waren älter; das Durchschnittsalter betrug 31 Jahre. Auf 100 Frauen kamen 80,4 Männer, auf Frauen über 18 70,8 Männer.
Das jährliche Durchschnittseinkommen eines Haushalts betrug 14.375 US-Dollar, das einer Familie 19.306 US-Dollar. Männer hatten dabei ein durchschnittliches Einkommen von 21.719 US-Dollar und Frauen eines von 14.688 US-Dollar. Das Pro-Kopf-Einkommen der Stadt betrug 2.455 US-Dollar. Etwa 43,9 Prozent aller Familien und 49,6 Prozent der Bevölkerung befanden sich unterhalb der Armutsgrenze, darunter 66,5 Prozent der unter 18-Jährigen und 42,2 Prozent der über 65-Jährigen.
2010 hatte Bradley 628 Einwohner was einer Bevölkerungsdichte von 266,1 Einwohnern je km² entspricht. 2020 lebten in der Stadt schätzungsweise 405 Menschen.

## Bildungseinrichtungen
Bradley gehört zum Schulbezirk Emerson-Taylor-Bradley und bietet mit der Bradley Elementary School und der Bradley High School öffentliche Bildungseinrichtungen für Grund- und Sekundarschüler an. Das Maskottchen und athletische Emblem der Schulen ist der Bär, die Schulfarben sind Purpur und Gold.
Der Schulbezirk von Bradley wurde am 1. Juli 2013 mit dem Emerson-Taylor-Schulbezirk zusammengeführt.

## Persönlichkeiten
Der aus Hope stammende US-amerikanische Basketballspieler Gregory Davis (* 1982) besuchte die Bradley High School.